# جلين شامبرلين
جلين شامبرلين (بالإنجليزية: Glyn Chamberlain)‏ هو لاعب كرة قدم بريطاني، ولد في 27 مايو 1958 في تشيسترفيلد في المملكة المتحدة. لعب مع ماكليسفيلد تاون ونادي بيرنلي ونادي تشيسترفيلد ونادي كيترينغ تاون ونادي هاليفاكس تاون ونادي هايد إف سي.